# دنیل اوپار
دنیل اوپار (انگلیسی: Daniel Opare؛ زاده ۱۸ اکتبر ۱۹۹۰) یک بازیکن فوتبال اهل غنا است.
وی همچنین در تیم ملی فوتبال غنا بازی کرده‌است.